# Contea di Madison (Mississippi)
La contea di Madison (in inglese Madison County) è una contea dello Stato del Mississippi, negli Stati Uniti. La popolazione al censimento del 2000 era di 74 674 abitanti. Il capoluogo di contea è Canton.